# Teté Puebla
Delsa Esther Puebla Viltre (sinh ngày 9 tháng 12 năm 1940), được biết đến dưới bí danh Teté Puebla, là một chính trị gia Cuba và cựu chiến binh du kích. Bà là người đứng đầu Văn phòng Cựu chiến binh Cuba (tiếng Tây Ban Nha: Oficina de Atención a Combatientes) và là thành viên của quốc hội Cuba, Quốc hội của Chính quyền Nhân dân, đại biểu của Havana. Trong Cách mạng Cuba, Puebla đã chiến đấu với tư cách là một trong những du kích của Fidel Castro ở vùng núi Sierra Maestra thuộc Trung đội Nữ Mariana Grajales. Vào tháng 7 năm 1996, bà được thăng cấp chuẩn tướng ("General de Brigada") trong Lực lượng Vũ trang Cách mạng Cuba, trở thành nữ tướng đầu tiên trong lịch sử quốc gia này.

## Thuở thiếu thời
Puebla được sinh ra ở Yara, ở chân đồi của dãy núi Sierra Maestra, nơi sau này cô trở thành một du kích. Gia đình nông dân đông con nơi cô xuất thân có chín người con và Puebla được nuôi dưỡng bởi ông bà.

## Cách mạng Cuba
Sự đàn áp tàn bạo của các đội lính tử thần của nhà độc tài Fulgencio Batista ở Yara đã thúc đẩy Puebla hỗ trợ các nhà bất đồng chính kiến chống chính phủ từ khi còn nhỏ. Năm 1956, cô bỏ học trường ở Manzanillo để tham gia Phong trào 26 tháng 7 (M-26-7) của quân nổi dậy cộng sản chiến đấu nhằm lật đổ chế độ của Batista. Sự hỗ trợ bí mật của cô cho phong trào bao gồm buôn lậu vũ khí, thuốc men và tiền cho phiến quân. Puebla cũng tham gia phá hoại ở mức thấp chống lại chính phủ, như cắt đường dây điện và đâm lốp xe cảnh sát. Năm 1957, cô đã đi vào vùng núi Sierra Maestra để gia nhập quân đội phiến quân sau khi sự hợp tác của cô với phiến quân đã bị bại lộ cho chính phủ bởi lời khai từ một thành viên M-26-7 bị bắt. Trong Sierras, cô đã gặp và làm việc với nhà tổ chức nổi dậy Celia Sánchez, "mẹ" của lực lượng phiến quân.
Thủ lĩnh phiến quân Fidel Castro đã thành lập Trung đội nữ Mariana Grajales vào tháng 9 năm 1958, một nhóm gồm mười ba phụ nữ mà ông ta đích thân dạy bắn. Fidelidel tuyên bố trung đội sẽ là đơn vị vệ sĩ cá nhân của ông. Puebla nắm vai trò chỉ huy thứ hai. Trung đội đã tham gia chiến đấu nhiều trận và đóng vai trò là tình báo cho quân đội. Họ đã chế ra súng M1 Carbine, có trọng lượng nhẹ hơn và dễ mang theo hơn so với vũ khí thường được phát cho phiến quân chiến binh du kích.

## Hậu chiến
Vào tháng 1 năm 1959, sau chuyến bay của Batista từ Cuba và chiến thắng của những người cách mạng của Fidelidel, Puebla trở về Santiago de Cuba. Bà được bổ nhiệm làm giám đốc của Bộ chăm sóc nạn nhân chiến tranh, và trong suốt những năm 1960, bà chăm sóc các nạn nhân chiến tranh từ chế độ của Batista, cuộc nổi loạn Escambray và các nạn nhân từ cuộc xâm lăng vịnh Con Lợn do Hoa Kỳ tài trợ.
Puebla cũng đã phục vụ trong một số vai trò của chính phủ và quân đội trong suốt những năm 1960 và 1970, bao gồm cả công việc tại Bộ Giáo dục. Năm 1985, bà được bổ nhiệm làm giám đốc của Bộ Chăm sóc Cựu chiến binh và Liệt sĩ Cách mạng. Năm 1994, bà được thăng cấp đại tá, vào ngày 24 tháng 7 năm 1996, bà được thăng cấp thiếu tướng, trở thành nữ tướng quân đầu tiên trong lịch sử Cuba.
Tính đến năm 2017, Puebla là thành viên của Quốc hội Nhân dân, Quốc hội Cuba. Vào ngày 2 tháng 12 năm 2001, bà được Fidel Castro trao huy chương vinh dự cao nhất của Cuba, Anh hùng Cộng hòa Cuba.

## Đời tư
Năm 1960, Puebla kết hôn với Raúl Castro Mercader, một chuẩn tướng của Lực lượng Vũ trang Cách mạng Cuba. Họ có ba đứa con: Fidel, Raúl và Laura.